# Червона Пані (привид)
Червона Пані або Червона леді (англ. A Lady in Red) — це різновид жіночого привида, схожого на Білу Пані, але, згідно з легендою, належить покинутій коханці, що була вбита у пориві пристрасті, або пихи. Таким чином, постать Червоної Пані розглядається як жертва об'єктивації. Червона Пані завжди змальовується у червоній або закривавленій сукні. Вона, зазвичай, має доброзичливий характер, а її історія пов'язана зі старими готелями, театрами та іншими громадськими місцями.

## Сполучені Штати

### Північний схід
Актори та гості театру Ghostlight Theatre в Амгерсті оповідали про «Червону Пані».
Повідомляється, що будівлю Веккесера, яка знаходиться в Університеті Вілкса в Вілкс-Барре, штат Пенсільванія, переслідує Червона Пані, яка, за словами одного за свідків, виглядає справжньою, допоки не зникне.

### Південь
Повідомлялося, що «Червона Пані» з'являлася у Рексем-Холл у Честерфілді, штат Вірджинія, де померла донька першого власника Сюзанна Уолтхолл. У книзі «Хроніки округу Честерфілд» (англ. Chesterfield County Chronicles) розповідається, що привід сидить на ґанку, а деколи чутно його кроки. Крісла-гойдалки самостійно рухаються, а двері відкриваються та закриваються.
Червона Пані коледжу Хантінгдон, що у Монтгомері, штат Алабама, була колишньою студенткою, яка переважно носила червоне. Кажуть, що її привид блукає коридорами коледжу, що й надихнуло студентів проводити щорічний пробіг під назвою The Red Lady Run.
Існує багато оповідок та репортажжів щодо Червоної Пані готелю Gladstone Inn у Блек-Маунтін, штат Північна Кароліна. Історія про цього привида є частиною місцевого пішого туру.
У Чарлстоні, штат Південна Кароліна, біля театру Док-стріт, «Червона Пані» вважається привидом Нетті Дікерсон, повії, яка часто відвідувала готель «Плантерс» (тепер це історична будівля Французького кварталу). За легендою, вона працювала клерком у сусідній єпископальній церкві Святого Філіпа, навідуючись до готелю вночі. У віці 25 років вона стояла у своїй червоній сукні на балконі готелю під час грози, і булі вбитою блискавкою.
Готель Rawls у Ентерпрайзі, у штаті Алабама, нібито переслідує Червона Пані, яку виштовхнули з балкона.

### Середній Захід
Відвідувачі невеличкого готелю National House Inn у Маршаллі, штат Мічиган, повідомили, що бачили «Червону Пані» на парадних сходах.
Ревнива жінка у криваво-червоній сукні покінчила життя після того, вистрибнувши з 10-го поверху (або з даху, за різними даними) чиказького готелю «Дрейк». Відвідувачі та гості готелю стверджують, що бачать її «останні кроки» з кімнати Gold Coast Room, Palm Court та на 10-му поверсі.
Кажуть, що привид «Червоної Пані» переслідує Кемп-хол Уесліанського університету Іллінойсу. Колись резиденцією володіла родина Деманж (англ. DeMange), жінка, що була головою родина, померла лише через рік проживання у будинку. Повідомляється, що певними вечорами її відображення можна побачити у великому дзеркалі біля верхніх сходинок другого поверху. У відображенні вона ніби-то готується до балу.
У Медісоні, штат Індіана, в особняку Ланьє під час пішохідної екскурсії згадується Червона Пані, яка турбує територію.

### Захід
П'ятий поверх готелю Mizpah, у Неваді прославився завдяки привиду Червоної Пані на ім'я «Роуз» (ім'я повії), яка загинула від рук ревнивого коханця. Справжнє ім'я Роуз було Евелін Мей Джонстон. Як повідомляється, у номері, названому на її честь, вона шепоче на вуха чоловікам та залишає перлини зі свого зламаного намиста на гостьових подушках.
Кажуть, що у сховищі Блейк-стріт у Денвері проживає «Червона Пані», яку називають Лідією. Вона була дівчиною з салуну у 1860-х років. Її помічають у підвалі, і чують стукіт її підборів по дошках підлоги. Кажуть, що Лідію вбив розлючений відвідувач салону, штовхнувши її зі сходів.
Кажуть, що «Червона Пані» часто навідується до номера Spirit Room у готелі «Коннор», що знаходиться у Джеромі, штат Аризона.
За повідомленнями «Червона Пані» заходить до жіночої вбиральні, стукає підборами та сідає до кабіни у готелі St. Anthony, <a href="./Сан-Антоніо" rel="mw:WikiLink" data-linkid="63" data-cx="{&amp;quot;adapted&amp;quot;:true,&amp;quot;sourceTitle&amp;quot;:{&amp;quot;title&amp;quot;:&amp;quot;San Antonio&amp;quot;,&amp;quot;thumbnail&amp;quot;:{&amp;quot;source&amp;quot;:&amp;quot;https://upload.wikimedia.org/wikipedia/commons/thumb/f/fa/Alamo_Mission_San_Antonio_at_Night.jpg/80px-Alamo_Mission_San_Antonio_at_Night.jpg&amp;quot;,&amp;quot;width&amp;quot;:80,&amp;quot;height&amp;quot;:53},&amp;quot;description&amp;quot;:&amp;quot;City in Texas, United States&amp;quot;,&amp;quot;pageprops&amp;quot;:{&amp;quot;wikibase_item&amp;quot;:&amp;quot;Q975&amp;quot;},&amp;quot;pagelanguage&amp;quot;:&amp;quot;en&amp;quot;},&amp;quot;targetTitle&amp;quot;:{&amp;quot;title&amp;quot;:&amp;quot;Сан-Антоніо&amp;quot;,&amp;quot;thumbnail&amp;quot;:{&amp;quot;source&amp;quot;:&amp;quot;https://upload.wikimedia.org/wikipedia/commons/thumb/5/51/Never_Forget1.jpg/80px-Never_Forget1.jpg&amp;quot;,&amp;quot;width&amp;quot;:80,&amp;quot;height&amp;quot;:53},&amp;quot;description&amp;quot;:&amp;quot;місто в Техасі; США&amp;quot;,&amp;quot;pageprops&amp;quot;:{&amp;quot;wikibase_item&amp;quot;:&amp;quot;Q975&amp;quot;},&amp;quot;pagelanguage&amp;quot;:&amp;quot;uk&amp;quot;},&amp;quot;targetFrom&amp;quot;:&amp;quot;link&amp;quot;}" class="mw-redirect cx-link" id="mwWg" title="Сан-Антоніо">Сан-Антоніо, штат Техас</a>.
Капітолій штату Техас, що в Остіні, має власну «Червону Пані», за чутками, це привид жінки, що мала романтичні стосунки з працівником третього поверху.

### Каліфорнія
Червона Пані фігурує у розповідях під час прогулянки з привидами у Тракі, штат Каліфорнія.
Кажуть, що в Палм-Спрінгсз «Червона Пані» часто відвідує місце своєї смерті біля Korakia Pensione, готелю в марокканському стилі, колись відомого як Dar Marroc, місце відпочинкуВінстона Черчилля, Рудольфа Валентино та Еррола Флінна.
В готелі «Мендосіно» (англ. Mendocino Hotel) з'являється привид Червоної Пані, яка загинула в автокатастрофі під час свого медового місяця.

### Північний захід
Резиденцію Моран, що на острові Оркас, штат Вашингтон, нібито відвідує Червона Пані яку вважають духом Аліси Гудфелло Рім, ексцентричної дружини другого власника Дональда Ріма.

## Канада
Кажуть, що у Ванкувері зустрічається дух жінки на ім'я Дженні Перл Кокс, світської левиці, яка загинула в автокатастрофі в 1944 році біля дверей готелю Fairmont Hotel Vancouver.
Ходять чутки, що концертний зал FirstOntario Concert Hall, неофіційно відомий як Hamilton Place, у Гамільтоні, Онтаріо, переслідує Червона Пані, яка плаче червоними сльозами. Про неї повідомляли як персонал залу, так його відвідувачі.
Транзитна станція Торонто Lower Bay була закрита з 1966 року, але є численні повідомлення про Червону Пані. За словами свідків, привид виглядає занепокоєним, пересуваючись без ніг та очей. Крім того, робітники, які бачили Червону Пані, відмовилися працювати у тунелі.

## Великобританія та Ірландія
З 12 століття привид Червоної Пані ходить біля церкви Святого Миколая в Плаклі.
Стверджується, що замок Ліп переслідує Червона пані, яка тримає кинджал. Повідомляється, що вона покінчила життя самогубством після того, як її упіймали та вчинили насилля.[джерело?]
Кажуть, що в історичному місці Greenbank House у Глазго, Шотландія, привид Червоної пані навідується до саду разом із привидом великого собаки.

## Азія
У Малаці на дев'ятому поверсі дев'ятиповерхової квартири, що у Маленькій Індії, повідомляють про «Червону Пані». Цей район марнозвісний спробами суїциду.
У Таїланді є історія про Червону Пані, яку вважають духом жінки, яка потонула у річці Банг Паконг. Свідки стверджують, що бачили приивид уночі, під час руху мостом через річку Банг Паконг.

## У попкультурі
Корейський драматичний серіал «Детектив-привид» (англ. The Ghost Detective) названий на честь Червоної Пані, яка супроводжує головного героя.
У дитячій книжці Кет Шеферд «Червона Пані» переслідує театр у «Сутінковому проклятті».
У фільмі Багряний пік є декілька привидів Червоної Пані, але воні червоні через те, що були поховані у червоній глини.